# NGC 1589
NGC 1589 (również PGC 15342 lub UGC 3065) – galaktyka spiralna (Sab), znajdująca się w gwiazdozbiorze Byka. Odkrył ją William Herschel 19 grudnia 1783 roku.
W galaktyce tej zaobserwowano supernową SN 2001eb.